# Monticchiello
Monticchiello è una frazione del comune italiano di Pienza, nella provincia di Siena, in Toscana.
È un tipico borgo medioevale immerso nella campagna senese. Monticchiello sorge a 500 metri sul livello del mare e al 2011 vi risiedevano 202 abitanti.

## Monumenti e luoghi d'interesse

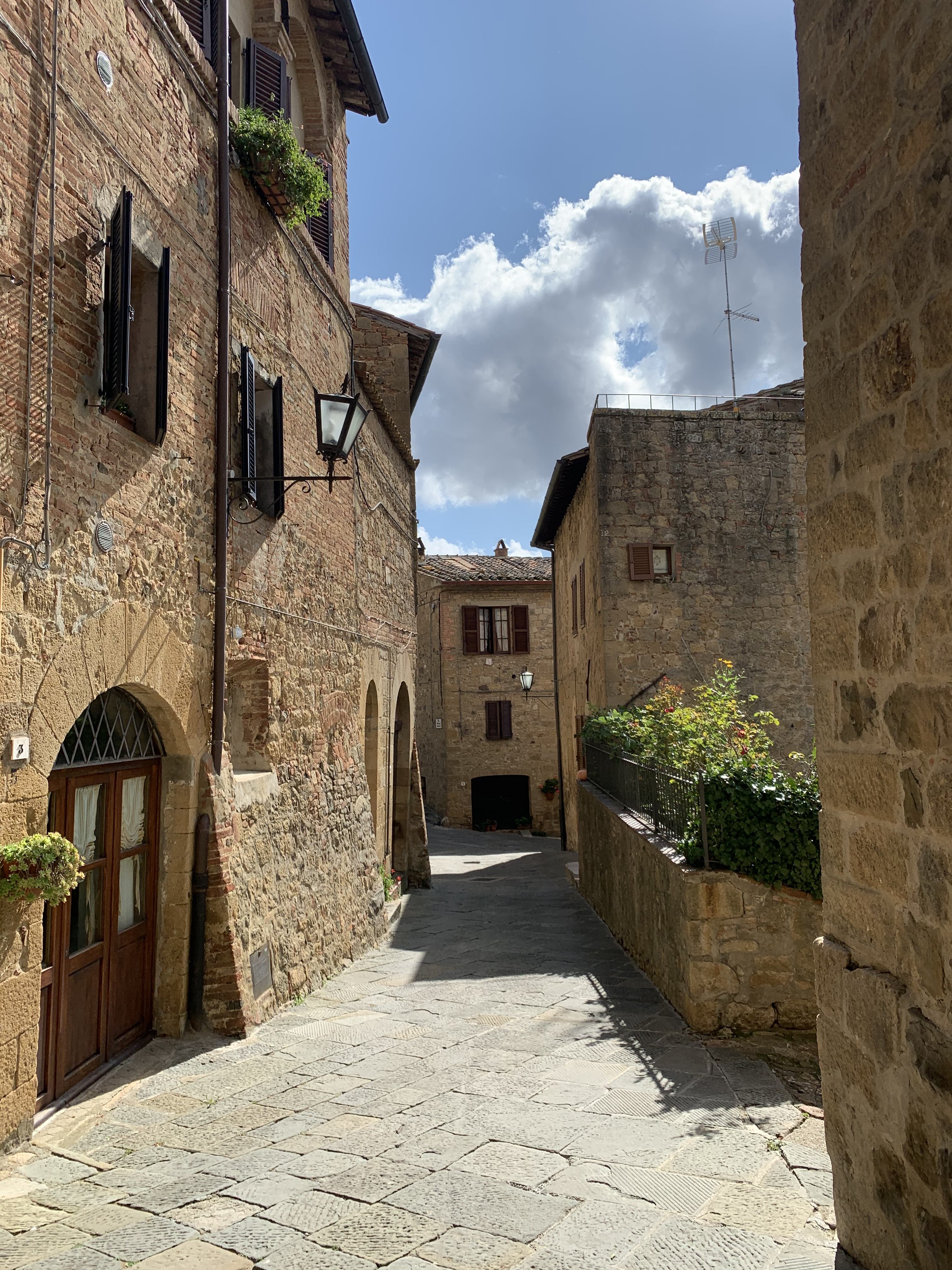
Scorcio del centro storico

- La pieve dei Santi Leonardo e Cristoforo di stile romanico-gotico che domina l'antico castello del borgo.
- Pieve di Santa Maria dello Spino
- Torre del Cassero, chiusa al pubblico, ma comunque ben visibile.

## La "Battaglia di Monticchiello"
Il 6 aprile 1944 Monticchiello fu teatro di un importante evento della Resistenza: la cosiddetta "Battaglia di Monticchiello". Un gruppo composto da 70 partigiani resistette combattendo a 450 soldati repubblichini, riuscendo a metterli in fuga. Durante la battaglia persero la vita Mario Mencatelli, poi onorato con la medaglia d'oro al valor militare alla memoria e Marino Cappelli, catturato dai fascisti e ucciso sul posto.

## Folclore
- Monticchiello è anche conosciuto per il suo teatro detto "povero" in cui tutti gli abitanti sono autori/attori che si svolge in estate, all'aperto ogni anno da oltre 50 anni
- Sul muro esterno di un edificio del borgo, in via San Luigi, 13, è stata apposta una testa umana in pietra con la scritta "O BECERO FAI LA SPIA SI"; i locali raccontano che alla fine del 1800 il proprietario della casa accusava il proprietario della casa di fronte di aver fatto la spia alle autorità e di avergli fatto passare delle grane e per dispetto scolpì la faccia del dirimpettaio perché egli la vedesse ogni giorno a mo' di scherno;[4]